# مستشفى التبشير

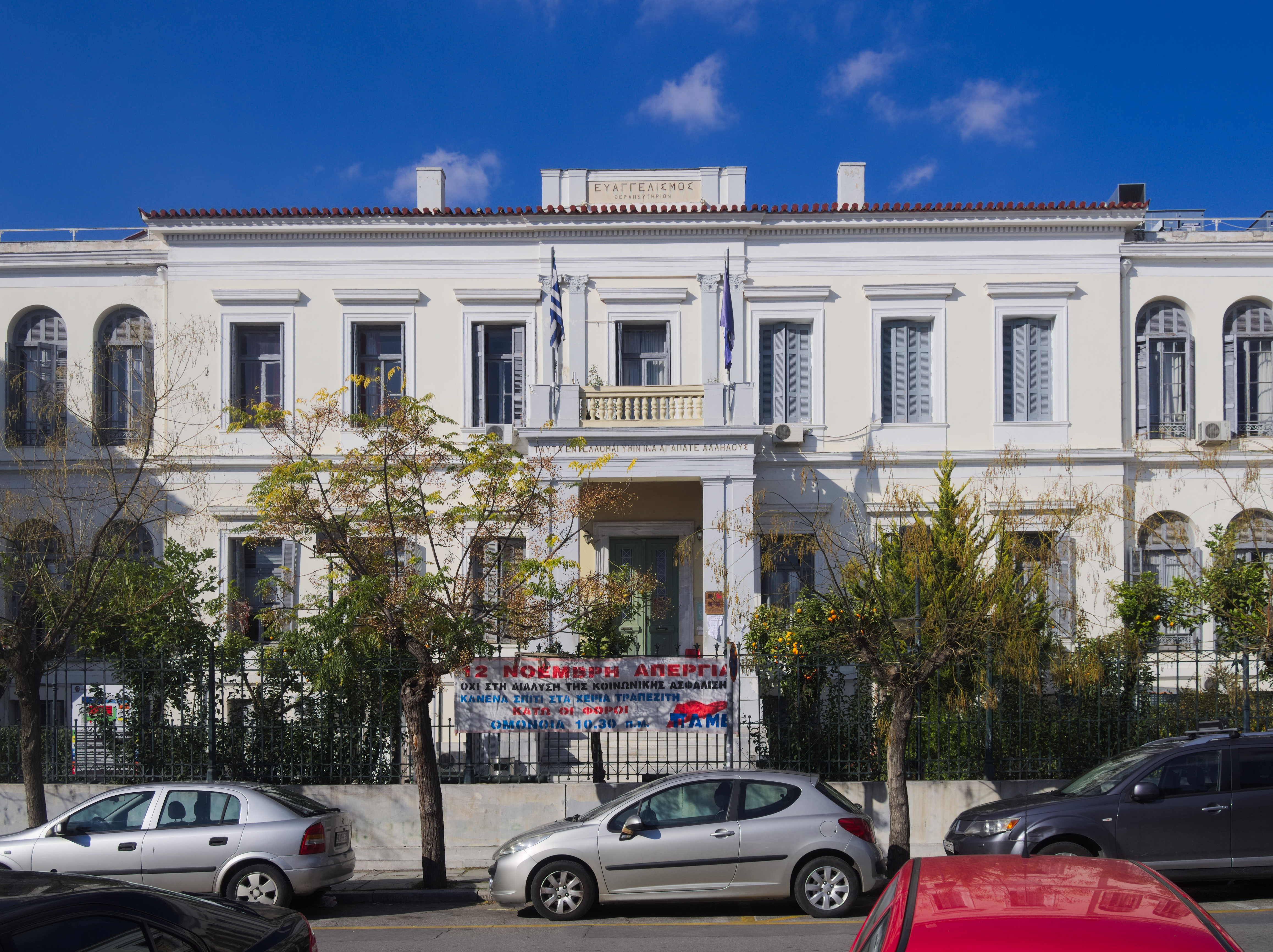
المبنى القديم للمستشفى

مستشفى التبشير (بالإنجليزية: Evangelismos Hospital)، (باليونانية: Γενικό Νοσοκομείο Αθηνών «Ο Ευαγγελισμός»)، هي واحدة من أكبر المستشفيات العامة في اليونان، تقع في حي فرعي من كولوناكي"Kolonaki" سميت على اسمه التبشير"Evangelismos"، بدأ تشييد المبنى في 25 مارس 1881 على يد المهندس جيراسيموس ميتاكساس، وتم الانتهاء منه بعد ثلاث سنوات بالضبط في 25 مارس 1884، عندما تم افتتاحه للجمهور في 16 أبريل حتى عام 1983، تم تشغيل المستشفى كمنظمة خيرية، لكن في ذلك العام تم تأميمها وأصبحت جزءًا من نظام الصحة العامة.
سميت محطة مترو أثينا القريبة باسمه «محطة التبشير».